# Шаула Микола Захарович
Микола Захарович Шау́ла — землевласник, земський начальник 3-ї дільниці Ніжинського повіту, губернський секретар. Далекий нащадок козацького гетмьана Матвія Шаули
Його маєток і землі знаходилися в селі Вербів, що тепер входить до міста Носівка.
Був меценатом спорудження Церковної другокласної школи на Вербові (тепер Носівський навчально-виховний комплекс № 3).